# Gyerekeknek szóló tévéadók listája
Ez a lap a magyar és a külföldi gyerekeknek szóló tévéadókat tartalmazza. A félkövérrel szedettek Magyarországon is elérhetőek magyarul, a dőltek már megszűntek.
| Ábécé szerinti tartalomjegyzék                      |
| --------------------------------------------------- |
| A B C D E F G H I J K L M N O P Q R S T U V W X Y Z |

## A
| Név                           | Logó | Profil | Megjegyzés |
| ----------------------------- | ---- | --- | --- |
| ABC Kids channel              |      | Rajzfilmek. | 2001-ben indult ausztrál adó. 2003-ban megszűnt.                                                                                |
| ABC2                          |      | Ifjúsági műsorok. | 2005-ben indult ausztrál adó.                                                                                                   |
| ABC3                          |      | Ifjúsági műsorok. | 2009-ben indult ausztrál adó.                                                                                                   |
| ABC 4 Kids                    |      | Ifjúsági műsorok. | 2011-ben indult ausztrál adó. 6.00-tól 19.00-ig sugároz.                                                                        |
| Animax                        |      | Animék (japán animációs filmek), kisfilmek, AMV-k (Anime Music Videos) reality-k, tehetségkutató show-k, videojátékok díjátadó gálája, és élőszereplős filmek. | Közép-Európában Minimax után 20.00-tól 2.00-ig volt fogható. 2014. március 31-én szűnt meg, helyét a C8 nevű csatorna vette át. |
| Al Jazeera Children's Channel |      | Rajzfilmek. | Arab adó, 2005. szeptember 9-én indult.                                                                                         |
| ART Teenz                     |      | Rajzfilmek. | 1998-ban indult. 2007-ben megszűnt.                                                                                             |
| Arutz HaYeladim               |      | Gyerek/ifjúsági műsorok. | 1989-ben indult. Elérhető Izraelben.                                                                                            |

## B
| Név       | Logó | Profil                                            | Megjegyzés                                  |
| --------- | ---- | ------------------------------------------------- | ------------------------------------------- |
| Baby TV   |      | Rajzfilmek a legkisebbeknek.                      | 24 órás.                                    |
| Baraem    |      | Rajzfilmek a legkisebbeknek.                      | 2009-ben indult arab adó.                   |
| BBC Kids  |      | Rajzfilmek és ifjúsági műsorok.                   | 2001-ben indult kanadai adó.                |
| Bibigon   |      | Rajzfilmek.                                       | 2007. szeptember 1-jén indult orosz adó.    |
| Boing     |      | Rajzfilmek.                                       | Elérhető olasz, spanyol és francia nyelven. |
| Boomerang |      | Klasszikus rajzfilmek és animációs filmsorozatok. | 24 órás.                                    |

## C
| Név                    | Logó | Profil                                       | Megjegyzés                                                                                                |
| ---------------------- | ---- | -------------------------------------------- | --- |
| Canal 5                |      | Főleg rajzfilmek és élőszereplős filmek.     | Mexikói adó.                                                                                              |
| Canal J                |      | Főleg rajzfilmek és élőszereplős filmek.     | Francia adó. 1985. december 23-án indult.                                                                 |
| Canal Panda            |      | Rajzfilmek és élőszereplős filmek.           | Portugál és spanyol adó.                                                                                  |
| Cartoon Network        |      | Rajzfilmek.                                  | |
| Cartoon Network Too    |      | Rajzfilmek.                                  | |
| Cartoonito             |      | Rajzfilmek és élőszereplős sorozatok.        | |
| CBBC Channel           |      | Rajzfilmek és élőszereplős filmek.           | Angol közszolgálati gyerekcsatorna a BBC-l.                                                               |
| CBeebies               |      | Rajzfilmek és élőszereplős filmek.           | Angol közszolgálati gyerekcsatorna a kisebbeknek a BBC-l.                                                 |
| CCTV-14                |      | Kínai közszolgálati gyerektévé.              | |
| The Children's Channel |      | Élőszereplős sorozatok és rajzfilmsorozatok. | 1984-ben indult brit adó. Rövidítve TCC.                                                                  |
| Chintu TV              |      | Rajzfilmek.                                  | 2009-ben indult indiai adó.                                                                               |
| Chutti TV              |      | Műsorok 3-tól 14 éves korig.                 | 2007-ben indult indiai adó.                                                                               |
| CITV                   |      | Rajzfilmek és élőszereplős filmek.           | |
| Clan TVE               |      | Rajzfilmek és élőszereplős filmek.           | |
| CNX                    |      | Ifjúsági                                     | A CN brit társadója volt.                                                                                 |
| ČT :D                  |      | Rajzfilmek                                   | A Česká Televize adója.                                                                                   |
| Cúla 4                 |      | Rajzfilmek és élőszereplős filmek.           | Ír csatorna. 2009. szeptember 1-jén indult el, de korábban programblokként elérhető volt a TG4 csatornán. |

## D
| Név               | Logó | Profil                           | Megjegyzés                                                                     |
| ----------------- | ---- | -------------------------------- | ------------------------------------------------------------------------------ |
| DeA Kids          |      | Rajzfilmek.                      | 2008-ban indult olasz adó.                                                     |
| Discovery Familia |      | Rajzfilmek és ifjúsági műsorok.  | 2008-ban indult.                                                               |
| Discovery Kids    |      | Rajzfilmek és ifjúsági műsorok.  |                                                                                |
| Disney Channel    |      | Rajzfilmek és ifjúsági műsorok.  | 24 órás.                                                                       |
| Disney Cinemagic  |      | Disney filmek, rajzfilmsorozatok | A Disney prémium filmcsatornája. Franciaországban Disney Cinema néven sugároz. |
| Disney Junior     |      | Rajzfilmek.                      | Közép-európai sugárzása 2015. július 1.-én indult.                             |
| Disney XD         |      | Rajzfilmek.                      | 24 órás.                                                                       |
| DR Ramasjang      |      | Gyerekműsorok.                   | Dán adó.                                                                       |
| Duck TV           |      | Rajzfilmek a legkisebbeknek.     | 24 órás. Korábban Bebe TV.                                                     |

## E
| Név      | Logó | Profil                                    | Megjegyzés                    |
| -------- | ---- | ----------------------------------------- | ----------------------------- |
| E-Junior |      | Rajzfilmsorozatok és élőszereplős filmek. | Arab adó. Műsorideje változó. |

## F
| Név            | Logó | Profil                                    | Megjegyzés                                      |
| -------------- | ---- | ----------------------------------------- | ----------------------------------------------- |
| Family Channel |      | Műsorok főleg 2-től 15 éves korig.        | 1988-ban indult kanadai adó.                    |
| Fox Kids       |      | Rajzfilmsorozatok és élőszereplős filmek. | 6.00-tól 0.00-ig sugárzott. Átnevezték Jetixre. |
| Frisbee        |      | Rajzfilmsorozatok és élőszereplős filmek. | 2010-ben indult spanyol adó.                    |

## G
| Név   | Logó | Profil                                       | Megjegyzés   |
| ----- | ---- | -------------------------------------------- | ------------ |
| Gulli |      | Rajzfilmsorozatok és élőszereplős sorozatok. | Francia adó. |

## H
| Név        | Logó | Profil                                       | Megjegyzés                    |
| ---------- | ---- | -------------------------------------------- | ----------------------------- |
| HA! Kids   |      | Ifjúsági műsorok.                            | 2007-ben indult indiai adó.   |
| The Hub    |      | Élőszereplős sorozatok és rajzfilmsorozatok. | 2010-ben indult amerikai adó. |
| Hungama TV |      | Rajzfilmsorozatok.                           | Indiai adó.                   |

## J
| Név        | Logó | Profil                                                    | Megjegyzés                                                                  |
| ---------- | ---- | --------------------------------------------------------- | --------------------------------------------------------------------------- |
| Jetix      |      | Klasszikus rajzfilmek, animék, és élőszereplős sorozatok. | A Fox Kids utódja. 6.00-tól 0.00-ig sugárzott. Átnevezték Disney Channelre. |
| Jetix Play |      | Rajzfilmsorozatok.                                        | Megszűnt, 24 órás volt.                                                     |
| JimJam     |      | Bábfilmek, oktatófilmek gyerekeknek, rajzfilmsorozatok.   | 24 órás.                                                                    |
| Jojo       |      | Rajzfilmsorozatok és animék.                              | 2005-ben indult török adó.                                                  |

## K
| Név          | Logó | Profil                                   | Megjegyzés                                                  |
| ------------ | ---- | ---------------------------------------- | ----------------------------------------------------------- |
| K2           |      | Mesefilmek és rajzfilmek (főleg animék). | 2009-ben indult olasz adó a Fox Kids helyett.               |
| KiKA         |      | Mesefilmek és rajzfilmek.                | 2000-ben indult német adó.                                  |
| Kids Station |      | Animék.                                  | 1991-ben indult japán adó.                                  |
| KidsCo       |      | Mesefilmek és rajzfilmek.                | 2014-ben megszűnt Magyarországon, 6-tól 21 óráig sugárzott. |
| Kids Only!   |      | Ifjúsági műsorok.                        | 2007-ben indult amerikai adó.                               |
| Kiwi TV      |      | Rajzfilmsorozatok.                       | 2016-ban indult magyar adó. Átnevezték TV2 Kidsre.          |
| Kix!         |      | Ifjúsági műsorok.                        | 2008-ban indult brit adó.                                   |
| Kölyökklub   |      | Rajzfilmsorozatok.                       | 2023-ban indult magyar adó.                                 |
| Kushi TV     |      | Műsorok a legkisebbeknek.                | 2009-ben indult indiai adó.                                 |

## L
| Név        | Logó | Profil                     | Megjegyzés                          |
| ---------- | ---- | -------------------------- | ----------------------------------- |
| Locomotion |      | Gyerek/ifjúsági sorozatok. | 1996-ban indult latin-amerikai adó. |

## M
| Név        | Logó | Profil                                               | Megjegyzés                                                    |
| ---------- | ---- | ---------------------------------------------------- | ------------------------------------------------------------- |
| M2         |      | Gyerek/ifjúsági sorozatok. Magyar közszolgálati adó. | Reggel 6-tól este 8-ig sugároz.                               |
| Magic Kids |      | Gyerek/ifjúsági sorozatok.                           | 1995-ben indult argentin adó. 2006-ban szűnt meg.             |
| Megamax    |      | Gyerek/ifjúsági sorozatok.                           | 24 óra. A Minimax társadója volt. 2020. január 1-én megszűnt. |
| Minimax    |      | Rajzfilmsorozatok.                                   | 24 órás                                                       |
| MiniMini+  |      | Műsorok a legkisebbeknek.                            | 2003-ban indult lengyel adó.                                  |

## N
| Név         | Logó | Profil                                       | Megjegyzés                                                                                             |
| ----------- | ---- | -------------------------------------------- | --- |
| Nickelodeon |      | Klasszikus rajzfilm, élőszereplős sorozatok. | 24 órás. Magyarországon műsorblokként indult az Msat-on. Az Msat megszűnése után önálló csatorna lett. |
| Nick Jr.    |      | Rajzfilmsorozatok.                           | Magyarországon fogható műsorblokként a Nickelodeonon. Később önálló csatorna lett.                     |
| Nick Jr. 2  |      | Rajzfilmsorozatok.                           | |
| Nicktoons   |      | Rajzfilmek.                                  | |

## P
| Név             | Logó | Profil                                              | Megjegyzés                    |
| --------------- | ---- | --------------------------------------------------- | ----------------------------- |
| Pakapaka        |      | Ifjúsági műsorok.                                   | 2010-ben indult argentin adó. |
| PBJ             |      | Ifjúsági műsorok.                                   | 2011-ben indult amerikai adó. |
| PBS Kids Sprout |      | Rajzfilmek és élőszereplős sorozatok.               | 2005-ben indult amerikai adó. |
| Pljuszpljusz    |      | Animációs filmek (főként a Cartoon Network műsorai) | Ukrán adó.                    |
| Pogo            |      | Rajzfilmek.                                         |                               |
| Pop             |      | Rajzfilmek és popzene.                              |                               |
| Pop Girl        |      | Rajzfilmek és popzene.                              |                               |

## Q
| Név  | Logó | Profil            | Megjegyzés                                                                                |
| ---- | ---- | ----------------- | ----------------------------------------------------------------------------------------- |
| Qubo |      | Ifjúsági műsorok. | 2007-ben indult amerikai adó. Korábban műsorblokként is elérhető volt. 2012-ben megszűnt. |

## R
| Név      | Logó | Profil                    | Megjegyzés                 |
| -------- | ---- | ------------------------- | -------------------------- |
| Rai Gulp |      | Ifjúsági műsorok.         | 2007-ben indult olasz adó. |
| Rai YoYo |      | Műsorok a legkisebbeknek. | 2006-ban indult olasz adó. |

## S
| Név                 | Logó | Profil                                                                    | Megjegyzés                                                              |
| ------------------- | ---- | ------------------------------------------------------------------------- | ----------------------------------------------------------------------- |
| Semillitas          |      | Műsorok 5 éves korig.                                                     | Romániában érhető el.                                                   |
| Smarty              |      | Rajzfilmek.                                                               | Romániában érhető el.                                                   |
| Smile of a Child TV |      | Ifjúsági műsorok.                                                         | 2005-ben indult brit adó.                                               |
| Sonic               |      | Klasszikus rajzfilm, élőszereplős sorozatok (főleg a Nickelodeon műsorai) | 2011-ben indult indiai adó, a Viacom tulajdonában.                      |
| ¡Sorpresa!          |      | Ifjúsági műsorok.                                                         | 2003-ban indult amerikai-spanyol adó.                                   |
| Super3              |      | Ifjúsági műsorok.                                                         | 2009-ben indult spanyol-katalán adó.                                    |
| SuperMax            |      | Gyerek/ifjúsági sorozatok.                                                | 1994-ben indult cseh adó. 2004-ben megszűnt, és a Minimax váltotta fel. |

## T
| Név          | Logó | Profil                       | Megjegyzés                                       |
| ------------ | ---- | ---------------------------- | ------------------------------------------------ |
| Teletoon     |      | Rajzfilmek.                  | Elérhető Kanadában.                              |
| Tiny Pop     |      | Rajzfilmek és pop zene.      | 2004-ben indult brit adó.                        |
| Toon Disney  |      | Műsorok 2-14 éves korig.     | 1998-ban indult amerikai adó. 2009-ben megszűnt. |
| Treehouse TV |      | Rajzfilmek a legkisebbeknek. | 1997-ben indult kanadai adó.                     |
| TV2 Kids     |      | Rajzfilmsorozatok.           | 2020-ban indult magyar adó.                      |

## V
| Név     | Logó | Profil                                 | Megjegyzés                   |
| ------- | ---- | -------------------------------------- | ---------------------------- |
| Vrak.TV |      | Ifjúsági műsorok és további sorozatok. | 1988-ban indult kanadai adó. |

## Y
| Név   | Logó | Profil                               | Megjegyzés                   |
| ----- | ---- | ------------------------------------ | ---------------------------- |
| Yoopa |      | Ifjúsági műsorok 2-től 6 éves korig. | 2010-ben indult kanadai adó. |
| YTV   |      | Ifjúsági műsorok 2-től 6 éves korig. | 1988-ban indult kanadai adó. |

## Z
| Név    | Logó | Profil                              | Megjegyzés                                      |
| ------ | ---- | ----------------------------------- | ----------------------------------------------- |
| ZigZap |      | Ifjúsági műsorok.                   | 2004-ben indult lengyel adó. 2011-ben megszűnt. |
| Zoom   |      | Rajzfilmek és élőszereplős műsorok. | 2012-ben indult izraeli adó.                    |